# Rik Evens
Rik Evens (Opitter, 21 de febrero de 1927-29 de junio de 2022). Fue un ciclista belga, profesional entre 1949 y 1952, cuyo mayor éxito deportivo lo obtuvo en la Vuelta a España, cuando en la edición de 1950 logró 2 victorias de etapa.